# Deutschlandticket
Deutschlandticket, також відомий як квиток за 49 євро, є проїзним квитком, запуск якого заплановано на 1 Травень 2023 року. Дійсний по всій країні проїзний квиток на місцевий громадський транспорт, що функціонує як постійна додаткова пропозиція до квитка за 9 євро буде коштувати 49 євро за місячну підписку; він співфінансується федеральним урядом і земельним урядом по 1,5 мільярда євро. 

## Опис
Deutschlandticket буде запроваджений у січні 2023  і коштуватиме 49 євро щомісячно. Щороку ціна на квиток буде автоматично коригуватися з урахуванням інфляції .  На відміну від квитка вартістю 9 євро, Deutschlandticket має бути доступний лише в цифровому вигляді через програми та веб-сайти транспортних компаній.   Квиток продається за передплатою, яку можна скасувати щомісяця. 

## Історія
Після російського вторгнення в Україну та подальших економічних санкцій ціни на енергоносії в Німеччині різко зросли, особливо на природний газ та електроенергію . Тому кабінет Шольца вирішив вжити різноманітних заходів, щоб зняти фінансовий тягар з громадян.   Одним із них став квиток вартістю 9 євро, який почали видавати з 1 червня по 31 серпня 2022 року, що діяв по всій країні.  Ще до запровадження квитка за 9-євро були ідеї створити постійний квиток, який би діяв у громадському транспорті по всій Німеччині. У робочому документі Даніель Херфурт з Університету Констанца запропонував Deutschland-Ticket, який в основному поширюється в цифровому вигляді та в перспективі замінить місцеві проїзні тарифи Німеччини. Згідно з концепцією Херфурта, квиток має бути доступним не лише як місячний проїзний квиток, але й для одноразових поїздок. 
Різні сторони закликали до заміни квитка за 9 євро.  Наприклад, Асоціація німецьких транспортних компаній запропонувала квиток за 69 євро.  Під час дії квитка вартістю 9 євро федеральний міністр фінансів Крістіан Лінднер ( FDP ), відхилив цю пропозицію, стверджуючи, що федеральний уряд не має коштів для продовження програми , і критикував «вільний менталітет» у громадському транспорті.  З іншого боку, партнери по коаліції Зелені та СДПН від самого початку виступали за запровадження такого квитка.   Федеральний канцлер Олаф Шольц назвав квиток вартістю 9 євро однією з «найкращих ідей, які у нас були».  Як діапазон цін для наступного квитка Зелені запропонували державний місячний квиток за 29 євро та федеральний місячний квиток за 49 євро , тоді як СДПН обговорювала місячні ціни від 40 до 70 євро.  Опозиціонер Маркус Содер, лідер партії ХСС, вимагав річний квиток у громадському транспорті за 365 євро. 
У вересні 2022 року федеральний уряд оголосив, що планує розробити квиток, який коштуватиме від 49 до 69 євро.  Того ж місяця міжміська транспортна компанія Flix оголосила, що хоче інтегрувати свої сервіси в наступний квиток вартістю 9 євро.  Під час дії квитка за 9 євро кількість пасажирів на Flix значно зменшилася.  Крістіан Лінднер також підкреслив, що землі повинні будуть співфінансувати пропозицію, оскільки також відповідають за громадський транспорт і, на відміну від федерального уряду, мають фінансові надлишки.  Однак через заплановане фінансування виникла критика з боку деяких федеральних земель.  Через підвищення цін міністр транспорту Баварії Крістіан Бернрайтер заявив, що через нестачу фінансування федеральні землі повинні будуть скоротити пропозицію громадського транспорту.  Для усунення розбіжностей між федеральним урядом і урядами земель була сформована робоча група до кінця жовтня 2022 року.  Нарешті, 2-го листопада 2022 року Deutschlandticket за 49 євро на місяць як додатковий квиток до квитка за 9 євро анонсовано на 1 січня 2023 року. Федеральний уряд і уряди земель фінансують кожен по половині додаткових витрат у розмірі 3 мільярдів євро на рік.  Крім того, федеральні землі отримають розширення фондів регіоналізації в розмірі одного мільярда євро для фінансування автобусного та залізничного сполучення.  Квиток покликаний підвищити привабливість громадського транспорту, досягти кращих результатів у збереженні навлокишнього середовища  і зняти фінансовий тягар з громадян. 

## Критика
Федеральна асоціація споживачів, Німецький транспортний клуб і різні вчені розкритикували високу ціну квитка і закликали продавати соціальні квитки для малозабезпечених за значно нижчою ціною (19 або 29 євро на місяць).  За даними Грінпіс Німеччини, ціна в 29 євро дбула б загадто дорогою для держави, оскільки, згідно з опитуваннями, при ціні в 29 євро було б продано вдвічі більше квитків.  Ріхард Зельмакер з парламентської групи ХДС у Гамбурзі також розкритикував ціну як зависоку та закликав до місячного квитка за 30 євро. Він також розкритикував той факт, що цифрові продажі ускладнюють доступ до квитків, зокрема, для літніх людей.  З точки зору лівих квиток є надто дорогим , тоді як AfD вважає державні субсидії на квиток у Німеччині поганою інвестицією та натомість закликає інвестувати в зниження цін на дизельне паливо. 
Асоціація пасажирів землі Гессен розкритикувала цифровий продаж квитків, оскільки він виключає всіх, хто не використовує необхідні технології.  На думку вченого з питань транспорту Крістіана Бьоттгера, новий тариф створює неправильні стимули, оскільки від нього виграють, зокрема, пасажири, які подорожують на більші відстані. Водночас бракує розширення інфраструктури. Евелін Палла, генеральний директор DB Regio, оцінила його як гарну інновацію для місцевого транспорту.  З іншого боку, Томас Прехтль, президент Федеральної асоціації залізничного транспорту, та Мартін Буркерт, голова залізничного та транспортного союзу, розкритикували додаткові кошти на регіоналізацію як недостатні. Відповідно, розширити громадський транспорт за ці кошти складно. 
Транспортники наголошують, що новий квиток, ймовірно, запровадять не раніше березня 2023. Багатьом компаніям доведеться пропонувати квиток у паперовому варіанті, принаймні спочатку, оскільки спочатку буде складно підготувати цифровий продаж. 

## Веб-посилання
- Deutschlandticket. Запитання та відповіді про Deutschlandticket на сайті Deutsche Bahn